# Otis Harris
Otis Harris (* 30. Juni 1982 in Edwards, Mississippi) ist ein US-amerikanischer Leichtathlet und Staffelolympiasieger.
Seine bisher größten internationalen Erfolge gelangen ihm bei den Olympischen Spielen 2004 in Athen. Im 400-Meter-Lauf gewann er die Silbermedaille. Den dreifachen US-Triumph in dieser Disziplin komplettierten Jeremy Wariner (Gold) und Derrick Brew (Bronze). Im 4-mal-400-Meter-Staffellauf gewann er mit dem US-Team Gold.
Schon in seiner Schulzeit auf der Hinds High School, errang er Erfolge in Laufwettbewerben. So gewann er zweimal die US-Junior-Olympiade im 400-Meter-Lauf, gewann bei den Footlocker Outdoor Championships und den Golden West Invitational. 2000 wechselte er an die University of South Carolina. In dieser Zeit gewann er 2002 bei den NCAA-Meisterschaften im 4-mal-400-Meter-Staffellauf und 2003 im 400-Meter-Lauf.
Otis Harris hat bei einer Größe von 1,88 m ein Wettkampfgewicht von 77 kg.

## Persönliche Bestzeiten
- 400 m: 44,16 s